# Mónica Flores
Mónica Irina Flores Grigoriu (31 de enero de 1996) es una futbolista mexicana nacida en Estados Unidos que juega como lateral izquierdo con el Club de Fútbol Monterrey Femenil y en la Selección femenina de fútbol de México

## Carrera internacional
Flores hizo su debut internacional completo para México el 23 de enero de 2016.

## Vida personal
Flores nació de un padre mexicano y una madre rumana. Flores creció en Livingston (Nueva Jersey) y jugó al fútbol en Livingston High School. Su hermana gemela Sabrina representó a los Estados Unidos sub-20 y se enfrentaron en el Campeonato Sub-20 Femenino de CONCACAF 2015 y la Copa Mundial Femenina Sub-20 de la FIFA 2016. En junio de 2018, Sabrina se unió a Mónica en el equipo nacional de México después de hacer el cambio de lealtad internacional por única vez.